# Aquí no es así
«Aquí no es así» es una canción grabada e interpretada por la banda mexicana de rock alternativo Caifanes. La canción fue escrita por miembros de la banda como Alejandro Marcovich, Alfonso André y Saúl Hernández.
Fue lanzada a través de la discográfica RCA Records, en octubre de 1994 como el segundo sencillo de su cuarto álbum de estudio El nervio del volcán. Ha logrado obtener más de 136 millones de reproducciones en Spotify.